# سیلویا باکا
سیلویا باکا (انگلیسی: Sylvia Baca) یک سیاست‌مدار و بازرگان اهل ایالات متحده آمریکا است.